# Epilissus emmae
Epilissus emmae är en skalbaggsart som beskrevs av Lebis 1953. Epilissus emmae ingår i släktet Epilissus och familjen bladhorningar. Utöver nominatformen finns också underarten E. e. obscuripennis.